# Augusta Kochanowska
Augusta Kochanowska (ur. 6 lipca 1868 w Czerniowcach, zm. 7 grudnia 1927 w Toruniu) – polska malarka i etnograf.

## Życiorys
Córka Józefa i Wiktorii Kochanowskich. Urodziła się w Czerniowcach, ale gdy ojciec w 1870 roku został starostą powiatu, zamieszkała w Kimpulungu na południu Bukowiny (obecnie Rumunia). Tam poznała Olhę Kobylanśką z którą przyjaźniła się do końca życia.
Kiedy Józef Kochanowski został mianowany radcą rządowym przy rządzie krajowym Księstwa Bukowiny, w 1885 roku wrócili do Czerniowiec. Osiedlili się przy ulicy Neue Weltgasse (obecnie ulica Szewczenki 41). 
W 1888 roku korzystając z pobytu w Czerniowcach Tadeusza Popiela brała u niego prywatne lekcje rysunku. W latach 1895–1899 studiowała malarstwo na wiedeńskiej Akademii Sztuk Pięknych. 
W 1922 roku przeniosła się do Torunia. Pod koniec życia, być może z powodu kłopotów materialnych, trafiła do szpitala przyklasztornego sióstr diakonis i tam zmarła.